# Barney Ramsden
Bernard „Barney“ Ramsden (* 8. November 1917 in Sheffield; † März 1976 in Los Angeles) war ein englischer Fußballspieler. Als linker Verteidiger gewann er mit dem FC Liverpool in der Saison 1946/47 die englische Meisterschaft.

## Sportlicher Werdegang
Ramsden schloss sich im Januar 1935 dem FC Liverpool an und debütierte am ersten Spieltag der Saison 1937/38 als linker Verteidiger. Die Partie ging gegen den FC Chelsea deutlich mit 1:6 verloren, aber er absolvierte in diesem Jahr noch 14 weitere Pflichtspiele. Dazu zählte der 1:0-Sieg im Wiederholungsspiel der vierten Runde des FA Cups gegen Sheffield United aus seiner Geburtsstadt. Nach lediglich zehn Ligaauftritten in der Spielzeit 1938/39 sah es zu Beginn der Saison 1939/40 danach aus, als könnte sich Ramsden einen Stammplatz erobern, aber der Ausbruch des Zweiten Weltkriegs sorgte für eine mehrjährige Unterbrechung des Ligaspielbetriebs.
Während der Kampfhandlungen absolvierte er neben 37 Partien für Liverpool Gastauftritte für Brighton & Hove Albion, Leeds United und York City. Als mittlerweile 28-Jähriger ging Ramsden für Liverpool in die erste reguläre Nachkriegssaison 1946/47 und galt weiterhin als „erste Wahl“ für die Position des linken Verteidigers. Nach 18 ununterbrochenen Einsätzen seit Beginn der Spielzeit verlor er dann seinen Platz in der Mannschaft, aber sein Beitrag auf dem Weg zur englischen Meisterschaft des Vereins war ausreichend zum Erhalt einer offiziellen Medaille. Im Verlauf der Saison 1946/47 wurde berichtet, dass Ramsden beabsichtigte in den Vereinigten Staaten zu heiraten und in New York einen Blumenladen zu öffnen. Dem Vorgaben kam zugute, dass Liverpool 1946 eine Tournee durch die USA bestritten hatte. Dessen ungeachtet entschied er sich erst einmal zur Fortsetzung seiner Fußballerlaufbahn, wobei er auch als talentierter Sänger Angebote von Varietés hatte. Er kehrte er zur Saison 1947/48 in den Liverpooler Kader zurück, in dem er aber zumeist „Backup“ hinter Ray Lambert blieb. Er bestritt neun Pflichtspiele, bevor er im Januar 1948 darum bat, zwecks Vereinswechsels auf die Transferliste gesetzt zu werden. Im Mai 1948 wechselte Ramsden zum Erstligakonkurrenten AFC Sunderland, absolvierte dort aber bis Januar 1950 auch nur noch zwölf Ligapartien, bevor er beim Drittligisten Hartlepools United seine Profikarriere ausklingen ließ.
Zur Mitte der 1950er-Jahre arbeitete Harley in den Vereinigten Staaten als Trainer der Los Angeles Danes. Er verstarb im Alter von 58 Jahren im März 1976 in seiner neuen US-amerikanischen Wahlheimat in Los Angeles.

## Titel/Auszeichnungen
- Englischer Fußballmeister (1): 1947